# Romain Marion-Vernoux
Romain Marion-Vernoux, né le 2 janvier 2000 à Marseille, est un joueur international de water-polo français évoluant au Cercle des Nageurs de Marseille.

## Carrière

### Club
Romain Marion-Vernoux, joueur du Cercle des nageurs de Marseille, est sacré champion de France lors des saisons 2020-2021, 2021-2022 et 2023-2024.

### Équipe de France
Il compte en 2021 plus d'une trentaine de sélections avec l'Équipe de France masculine de water-polo.

## Famille
Il est le neveu du joueur de water-polo Yann Vernoux. Ses cousins Ema Vernoux et Thomas Vernoux sont des joueurs de water-polo de haut niveau.